# Desregulació
Per desregulació s'entén el procés pel qual els governs redueixen al màxim les normes que dirigeixen i controlen les activitats econòmiques amb l'objectiu de la millor eficiència del mercat i la lliure competència.
La desregulació està vinculada a la idea d'estat mínim que defensa que el paper de l'estat hauria de limitar-se a l'estrictament necessari, és a dir, no intervenir en matèria econòmica (en tot cas en àmbits on l'empresa privada no vol o no està interessada a intervenir però que socialment s'haurien de tenir en compte), garantir les llibertat ciutadanes, la defensa, la seguretat, la justícia, etc.
Històricament, el tema de la desregulació ha motivat polèmiques entre els economistes propers al keynesianisme i els de la línia que representa Friedrich August von Hayek i Milton Friedman o l'Escola de Chicago. Davant la crisi econòmica actual, els primers argumenten que aquesta té a veure amb tota una sèrie d'actuacions finançares irresponsables que es van iniciar amb la revocació, el 1999, de la llei Glass-Steagall (1933), mentre que els neoliberals consideren que no s'ha anat al fons en les mesures que proposaven i afirmen que quedar-se a mig camí, per temor a càstigs electorals o l'opinió pública, té un cost: si les entitats financeres fan les coses bé obtindran beneficis mentre que si es cometen errors, amb inversions de casino, les conseqüències seran les pèrdues; per tant, cap rescat: les entitats amb inversions temeràries haurien desaparèixer i els accionista haurien d'assumir les pèrdues.